# Козма Дамјановић
Козма Дамјановић је био српски иконописац позновизантијског стила из Костајнице који је живео и радио у Старој Славонији у 17. и почетком 18. века.
У колекцији иконописа из тог периода у музеју српске православне цркве издваја се његово остварење, заједно са још три његова савременика (Остоја Мркојевић, свештеник Станоје Поповић и Јоаким Марковић). Његова најзапаженија дела биле су три иконе Свете Тројице које је насликао 1704. и даровао их у три села у Славонији.
Почетком 18. века ове иконе су у одређеном географском и историјском контексту постале средиштем јурисдикцијских спорова између православне и католичке цркве у данашњој северној Хрватској.